# Płamen Jankow
Płamen Jankow (bułg. Пламен Янков, ur. 1 października 1954) – bułgarski bokser, amatorski medalista mistrzostw świata i mistrzostw Europy.
Startował w wadze półśredniej (do 67 kg). Zdobył w niej brązowy medal na pierwszych mistrzostwach świata w 1974 w Hawanie po wygraniu dwóch walk i porażce w półfinale z późniejszym mistrzem Emilio Correą z Kuby. Na mistrzostwach Europy w 1975 w Katowicach pokonał najpierw Marijana Beneša z Jugosławii, a w ćwierćfinale przegrał z Victorem Zilbermanem z Rumunii. Wystąpił na igrzyskach olimpijskich w 1976 w Montrealu, ale przegrał pierwszą walkę z broniącym tytułu Emilio Correą.
Zdobył brązowy medal na mistrzostwach Europy w 1977 w Halle. Po wygraniu dwóch walk przegrał w półfinale z Walerijem Limasowem z ZSRR. Przegrał pierwszą walkę na mistrzostwach świata w 1978 w Belgradzie z Ernstem Müllerem z RFN. Również na mistrzostwach Europy w 1979 w Kolonii przegrał pierwszą walkę, tym razem z Ionelem Budușanem z Rumunii.
Na igrzyskach olimpijskich w 1980 w Moskwie wygrał z Sadie Jaffarem Mohammedem z Iraku, ale w ćwierćfinale uległ późniejszemu mistrzowi Andrésowi Aldamie z Kuby.